# 570 a.C.
Séculos: (Século VII a.C. - Século VI a.C. - Século V a.C.)

## Eventos
- No Egipto, sobe ao trono Amásis II, sexto faraó da XXVI dinastia.

## Nascimentos
- Pitágoras, matemático grego (data aproximada) (m. 496 a.C./497 a.C.).
- Xenófanes de Cólofon, filósofo (data aproximada) (m. 460 a.C.).

## Mortes
- Apriés, faraó egípcio da XXVI dinastia.